# Vriesea chrysostachys
Vriesea chrysostachys är en gräsväxtart som beskrevs av Charles Jacques Édouard Morren. Vriesea chrysostachys ingår i släktet Vriesea och familjen Bromeliaceae.

## Underarter
Arten delas in i följande underarter:
- V. c. chrysostachys
- V. c. stenophylla